# Dardenay
Dardenay est une ancienne commune française du département de la Haute-Marne en région Grand Est. En 1973, elle est associée à Choilley, formant ainsi la nouvelle commune de Choilley-Dardenay.

## Géographie
Traversé par les routes D128, D190 et D301, le village de Dardenay est situé entre le canal Champagne-Bourgogne et la Vingeanne.

## Toponymie
En 1973, les deux communes de Choilley et de Dardenay ont fusionné.
Dardenay est attesté sous les formes Dardenay (1215) ; Dardenai (1224) ; Dardenaium (1253) ; Dardenayum (1334).

Ce toponyme provient de l'agglutination du nom de personne gallo-romain Dardenus et du suffixe acum qui signifie : « la terre de Dardenus », originaire de Dardenie.

L'origine ou les origines d'une personne fait référence au pays d'où vient la personne, ses parents ou ses ancêtres. L'origine d'une personne peut être déterminée à partir d'un prénom, d'un nom de famille.

## Histoire
En 1789, ce village dépend de la province de Champagne dans le bailliage de Langres.
Le 1er février 1973, la commune de Dardenay est rattachée sous le régime de la fusion-association à celle de Choilley qui devient Choilley-Dardenay.

## Politique et administration
| Période                                  | Période | Identité       | Étiquette | Qualité |
| ---------------------------------------- | ------- | -------------- | --------- | ------- |
|                                          |         | Michel GOUSSET |           |         |
| Les données manquantes sont à compléter. |         |                |           |         |

## Démographie
| 1866 | 1872 | 1876 | 1881 | 1886 | 1891 | 1896 | 1901 | 1906 |
| ---- | ---- | ---- | ---- | ---- | ---- | ---- | ---- | ---- |
| 124  | 105  | 112  | 114  | 118  | 110  | 114  | 97   | 166  |

| 1911 | 1921 | 1926 | 1931 | 1936 | 1946 | 1954 | 1962 | 1968 |
| ---- | ---- | ---- | ---- | ---- | ---- | ---- | ---- | ---- |
| 92   | 118  | 116  | 89   | 92   | 97   | 98   | 105  | 91   |

## Lieux et monuments
- Église de l'Épiphanie-de-Notre-Seigneur